# Anderson Gomes de Lima
Anderson Gomes de Lima (Curitiba, 18 de maio de 1985) é um  ex-futebolista brasileiro que atuava como atacante.

## Carreira
Surgiu como uma grande promessa nas categorias de base do Atlético PR, onde jogou de 2000 a 2005 e foi Artilheiro de vários campeonatos importantes contra grandes equipes do cenário nacional. Onde também teve sua estréia como Profissional com apenas 17 anos no Campeonato Brasileiro de 2003.
Em 2005 se transferiu para o maior rival do Athletico PR, o Coritiba. Onde teve uma ótima participação no Campeonato Brasileiro Série B, em 2006, quando foi artilheiro da equipe com 8 gols.Além de ser o grande destaque da equipe juntamente com Henrique atual zagueiro da seleção Brasileira.
Em meados de 2007 sagrou-se campeão brasileiro da série B com o Coritiba onde o time voltou a elite do futebol brasileiro. Em 2008, foi  para o Marítimo de Portugal, onde teve grande experiência e ajudou o time na melhor campanha da sua história no campeonato Português onde classificou-se para copa da UEFA ficando na Quinta colocação. Voltou para o Brasil após uma temporada, onde jogou um ano e meio no  Goiás,onde sagrou-se campeão goiano em 2009.

### Santo André
Em 2010 acerta sua transferência para o Santo André onde foi vice campeão paulista numa final eletrizante contra o Santos.